# Bruce Arena
Bruce Arena (* 21. září 1951) je americký fotbalový trenér působící v New England Revolution v Major League Soccer. Je nejdéle sloužícím trenérem americké reprezentace, kterou vedl celkem 9 let. Je nejúspěšnějším trenérem MLS, kterou vyhrál celkem pětkrát, dvakrát s D.C. United a třikrát s Los Angeles Galaxy.

## Hráčská kariéra
Arena začal svoji fotbalovou kariéru jako brankář. Odehrál jedno utkání za Hota SC v Cosmopolitan Soccer League, 5. ligové úrovni v USA. V letech 1970–1971 navštěvoval Nassau Community College, při které hrál fotbal a lakros. Po konci školy začal studovat na Cornellově univerzitě. Původně neměl v úmyslu se zde věnovat fotbalu, zranění brankářské jedničky i dvojky místního týmu Cornell Big Red ale vedla k jeho nominaci. Po promoci na Cornellu, Arena byl draftován New Yorkem Cosmos. Cosmos ho ale před sezonou propustili a Arena podepsal profesionální smlouvu s lakrosovým týmem Montreal Quebecois v National Lacross League. Po roce ale byla liga zrušena a Arena zůstal bez práce. Dostal ale nabídku od fotbalového týmu Tacoma Tigers, které vedl trenér Dan Wood, který ho vedl na Cornellu. Nabídku přijal a současně vedl tým na univerzitě Puget Sound.
V roce 1973 si Arena zahrál i za americkou reprezentaci, svůj jediný zápas odehrál 15. listopadu 1973 proti Izraeli. O rok poté se Arena stal mistrem světa v lakrosu, o čtyři roky později skončila reprezentace USA na druhém místě za Kanadou.

## Trenérská kariéra

### Univerzitní fotbal
V roce 1977 se Arena vrátil na Cornellovu univerzitu. Když tam byl, University of Virginia (UVA) mu nabídla pozici kouče fotbalu i lakrosu zároveň. Arena nabídku přijal a 7 let trénoval současně fotbalové i lakrosové univerzitní mužstvo, poté už se věnoval pouze fotbalovému týmu. Arena byl koučem celých 18 let, tým dovedl k pěti titulům v univerzitní lize (včetně čtyř vítězství v řadě v letech 1991–1994) a zaznamenal 295 výher, 58 remíz a 32 proher. Trénoval i několik významných hráčů, například Claudia Reynu. Mezi lety 1989 a 1995 byl i členem fotbalové komise při National Collegiate Athletic Association.

### D.C. United
Dne 3. ledna 1996 Arena opustil UVA a stal se trenérem D.C. United v nově vzniklé lize Major League Soccer a jako svého asistenta si vybral Boba Bradleyho, se kterým v letech 1984–1985 spolupracoval na UVA. Současně vedl i americkou reprezentaci na Letních olympijských hrách 1996 v Atlantě, kde ovšem Spojené státy vypadly v základní skupině. S D.C. se dokázal dostat do finále ligy, kde v historicky prvním finále porazili Los Angeles Galaxy 3:2 po prodloužení a vyhráli tak inaugurační sezonu. K tomu ještě vyhráli US Open Cup a mohli slavit double. V roce 1997 dovedl D.C. ke druhému titulu v řadě a vyhrál cenu pro nejlepšího kouče MLS. Ve stejném roce se D.C. dostalo do semifinále Ligy mistrů. V roce 1998 se D.C. opět dostalo do finále MLS, ve kterém ale nestačilo na Chicago Fire, které vedl jeho bývalý asistent Bradley. V Lize mistrů se D.C. probojovalo do finále, kde vyhrálo nad mexickým Deportivem Toluca a získalo první titul.

### USA
Po propadáku na MS 1998, kde Spojené státy ve skupině prohráli s Německem, Íránem i reprezentací Srbska a Černé hory byl od národního týmu odvolán Steve Sampson a Bruce Arena byl jmenován jeho nástupcem. Jeho prvním zápasem bylo přátelské utkání s Austrálií ze dne 6. listopadu 1998. Arena se stal nejúspěšnějším trenérem americké reprezentace – nejvíce vítězství, domácí série neporazitelnosti, nejlepší MS od roku 1930, když se na MS 2002 dostali do čtvrtfinále a 4. místo v žebříčku FIFA v dubnu 2006.
MS 2002 bylo jeho vrcholem, podceňovaný tým v úvodním zápase porazil 3:2 Portugalsko s Luísem Figem, Betem nebo Vítorem Baíou. V dalším utkání remizovali 1:1 s Jižní Koreou a ostudně prohráli 1:3 s Polskem, to ovšem nezabránilo v postupu do playoff. V osmifinále Spojené státy porazily Mexiko 2:0. Zastavilo je ve čtvrtfinále Německo, které zvítězilo 0:1 gólem Ballacka.
Na MS 2006 v Německu se ale příliš nezadařilo. V prvním utkání skupiny prohráli 0:3 s Českem, za které vstřelili góly Jan Koller a Tomáš Rosický. V dalším utkání sice remizovali s Itálií, v závěrečném utkání ale podlehli Ghaně 1:2 a skončili ve skupině poslední. Po MS vypršela Arenovi smlouva, která mu nebyla prodloužena a po osmi letech tak ve funkci skončil. Nahradil ho jeho kamarád a bývalý asistent Bob Bradley.